# Aela Callan
Aela Callan é uma documentarista e jornalista australiana radicada em Berlim, Alemanha.
Callan começou sua carreira em Perth na rádio 6PR em 1999, em seguida, foi para a rádio 2UE de Sydney, para a galeria de imprensa de Camberra e Seven News em Sydney. Em 2008, Callan ganhou o Prêmio Walkley, por excelência no jornalismo australiano. Em 2013-14, foi selecionada para as bolsas John S. Knight Journalism Fellowships em Stanford, onde estudou maneiras de combater o discurso de ódio online em Mianmar. Ela também recebeu o prêmio Gold UNDPI no New York Festivals Film and Television Awards em 2014, por seu filme It's a Man's World.
Entre 2009 e 2013, Callan morou na Ásia e apresentou reportagens para a Seven Network e Al Jazeera Television. Os muitos eventos que ela cobriu incluem as eleições de 2010 em Mianmar, o terremoto e tsunami no Japão em 2011, e os violentos protestos de rua na Tailândia em 2010. Seu trabalho documental concentrou-se em tópicos relacionados aos direitos das mulheres, e ao meio ambiente.